# Campeonato Nacional de Albania 1940
El Campeonato Nacional de Albania de 1940 (en albanés, Kampionati Kombëtar Shqiptar 1940). Este evento aún no está reconocido oficialmente por la Federación Albanesa de Fútbol, pero en diciembre de 2012 los medios deportivos albaneses informaron que se espera que este campeonato, junto con los otros dos campeonatos de la Segunda Guerra Mundial, sean reconocidos pronto.

## Resumen
El Campeonato Nacional de Albania de 1940 fue la novena temporada de la competición principal anual de Albania. Comenzó el 3 de marzo de 1940 y terminó el 26 de mayo de 1940. Ocho equipos se separaron en dos grupos de 4 equipos cada uno, jugando al sistema de doble round-robin y solo el primer equipo de cada grupo pasaría a la final. Los equipos del Grupo A fueron: Tirana, Shkodra, Elbasani y Durrësi. Los equipos del Grupo B fueron: Gjirokastra, Berati, Korça y Vlora.
Shkodra ganó el campeonato.

## Clasificación

### Primera ronda

#### Grupo A
| Pos. | Equipo           | PJ | PG | PE | PP | GF | GC | Dif. | Pts. |
| ---- | ---------------- | -- | -- | -- | -- | -- | -- | ---- | ---- |
| 1    | Vllaznia Shkodër | 6  | 4  | 1  | 1  | 21 | 10 | +11  | 9    |
| 2    | Tirana           | 6  | 3  | 1  | 2  | 12 | 10 | +2   | 7    |
| 3    | Durrësi          | 6  | 3  | 1  | 2  | 12 | 11 | +1   | 7    |
| 4    | Elbasani         | 6  | 0  | 1  | 5  | 11 | 25 | -14  | 1    |

#### Grupo B
| Pos. | Equipo     | PJ | PG | PE | PP | GF | GC | Dif. | Pts. |
| ---- | ---------- | -- | -- | -- | -- | -- | -- | ---- | ---- |
| 1    | Skënderbeu | 6  | 4  | 1  | 1  | 13 | 6  | +7   | 9    |
| 2    | Flamurtari | 6  | 3  | 2  | 1  | 17 | 11 | +6   | 8    |
| 3    | Tomori     | 6  | 2  | 1  | 3  | 11 | 11 | 0    | 5    |
| 4    | Luftëtari  | 6  | 0  | 2  | 4  | 4  | 17 | -13  | 2    |

## Resultados

### Primera ronda
| Local/Visita | DUR | ELB | SHK | TIR |
| ------------ | --- | --- | --- | --- |
| Durrësi      |     | 3-3 | 4-2 | 1-0 |
| Elbasani     | 1-2 |     | 2-7 | 1-3 |
| Shkodra      | 2-1 | 6-1 |     | 2-0 |
| Tirana       | 3-1 | 4-3 | 2-2 |     |

| Local/Visita | BER | GJI | KOR | VLO |
| ------------ | --- | --- | --- | --- |
| Berati       |     | 5-0 | 0-2 | 1-1 |
| Gjirokastra  | 0-2 |     | 1-1 | 3-3 |
| Korça        | 3-0 | 3-0 |     | 4-1 |
| Vlora        | 5-3 | 3-0 | 4-0 |     |

     Victoria local      Empate      Victoria visitante

### Final
|  | Korça        | 1-2 | Shkodra                  |                         |                         |
|  | Qirinxhi 58' |     | Gjinali 8' · Shkjezi 21' | Árbitro(s): Enver Kulla | Árbitro(s): Enver Kulla |

|  | Shkodra                                            | 9-0 | Korça |                        |                        |
|  | Rusi 11', ?', ?', ?', ?', ?', ?' · Boriçi 22', 46' |     |       | Árbitro(s): Sabit Çoku | Árbitro(s): Sabit Çoku |

## Estadísticas

### Goleadores
Nota: Solo se incluyen los goles de la final
| Pos. | Nombre   | Equipo  | Goles |
| ---- | -------- | ------- | ----- |
| 1    | Rusi     | Shkodra | 7     |
| 2    | Boriçi   | Shkodra | 2     |
| 3    | Qirinxhi | Korça   | 1     |
| 3    | Gjinali  | Shkodra | 1     |
| 3    | Shkjezi  | Shkodra | 1     |